# Protosiris obtusus
Protosiris obtusus är en biart som först beskrevs av Michener 1954.  Protosiris obtusus ingår i släktet Protosiris och familjen långtungebin. Inga underarter finns listade i Catalogue of Life.